# ハルビン東駅
ハルビン東駅（ハルビンひがしえき、中国語: 哈尔滨东站、繁体字: 哈爾浜東駅）は、中華人民共和国黒竜江省ハルビン市道外区にある中国鉄路総公司(CR)の駅。以前は三棵樹駅と呼ばれていた。ハルビン鉄路局管内の一等駅である。
本項では、近接するハルビン地下鉄のハルビン東駅についても記述する。

## 利用可能な鉄道路線
中国鉄路総公司
浜北線
三棵樹線
ハルビン地下鉄
■1号線

## 歴史
- 1934年9月1日 三棵樹駅として開業。
- 1990年10月 ハルビン東駅に改称。
- 2013年9月26日 ハルビン地下鉄1号線が開業[1]。

## 駅構造

### 中国鉄路総公司
地上駅。

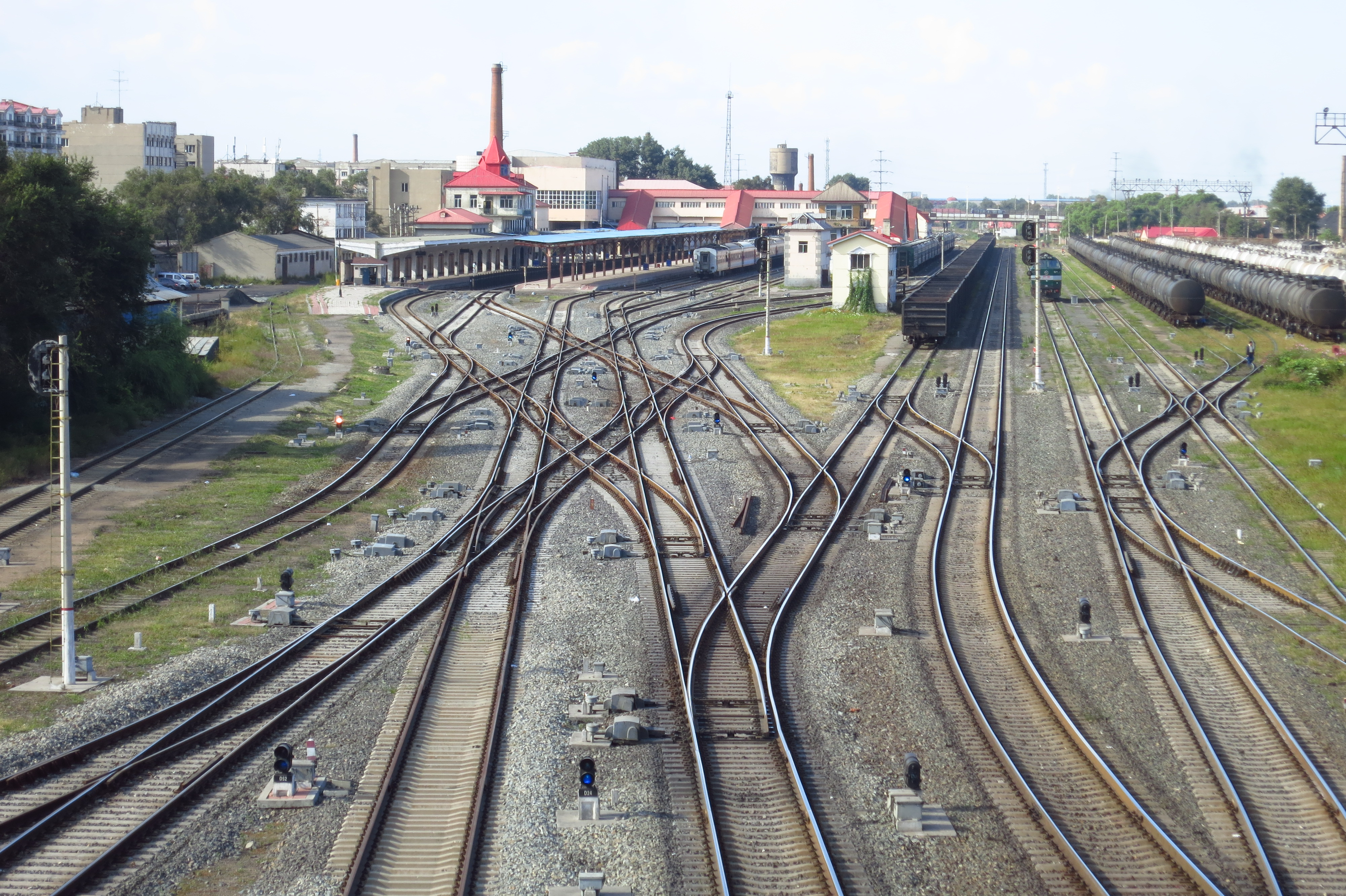
ホーム全景

### ハルビン地下鉄
地下2階構造。B2Fにプラットホーム（島式1面2線）、B1Fに改札口がある。

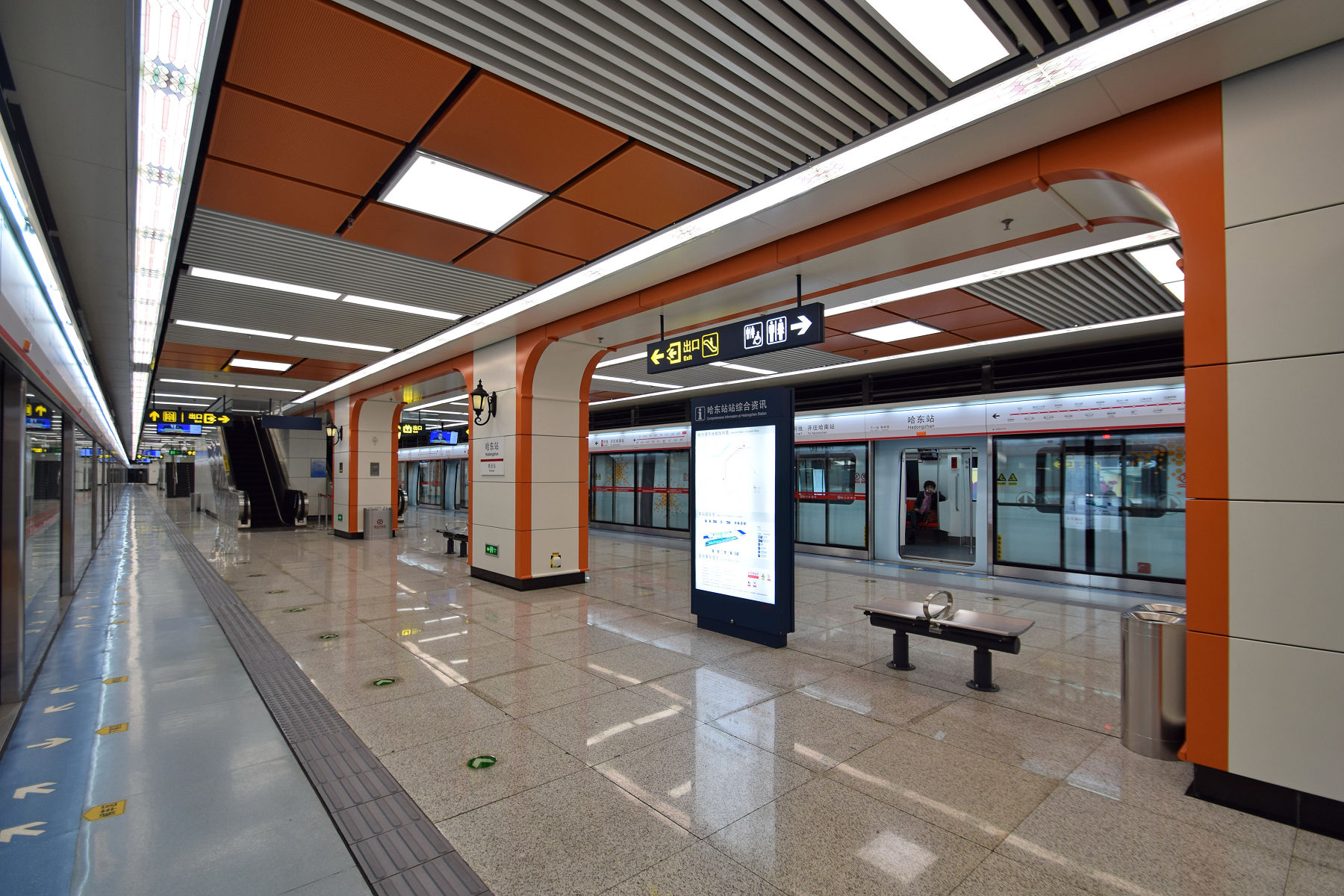
プラットホーム